# Axel Sjöberg
Axel Sjöberg (pronunciación en sueco: /ˈslaːaksɛl ²ɧøːbærj/; Estocolmo, Suecia, 8 de marzo de 1991) es un futbolista sueco. Juega de defensa.

## Trayectoria

### Inicios y Universidad
Sjöberg comenzó en las inferiores de su club local, el Helenelunds IK, a los cuatro años y luego a los seis años entró a la academia del Djurgårdens IF. Dejó el club en 2009 y fichó por el Sollentuna FF de la División 2. Sjöberg anotó tres goles en su primera temporada y ayudó al club a quedar en segundo lugar de la tabla, siete puntos debajo del IK Frej.
Desde 2011 jugó al fútbol universitario en los Estados Unidos con los Marquette Golden Eagles de la Universidad de Marquette. En sus cuatro años de universitario, el jugador sueco jugó 63 encuentros y anotó 11 goles.
En las temporadas 2012 y 2013 jugó en los Thunder Bay Chill de la semiprofesional Premier Development League, cuarta categoría del fútbol estadounidense. Fue nombrado defensor del año del club en ambas temporadas.

### Profesionalismo
Jugó unos encuentros de prueba en el GAIS de Suecia y en el SK Sigma Olomouc de Chequia. Aunque finalmente en el 2015 fue escogido por el Colorado Rapids de la Major League Soccer en el Super Draft de la MLS 2015.
Debutó profesionalmente el 7 de marzo de 2015 en el primer encuentro de la temporada 2015, en el empate a cero ante el Philadelphia Union. Anotó su primer gol en los Rapids el 21 de mayo de 2016, el gol de la victoria por 1-0 ante el Seattle Sounders FC. Al término de la temporada 2016, fue incluido en el MLS Best XI.
El 4 de diciembre de 2019 se hizo oficial su fichaje por el Columbus Crew S. C. para la temporada 2020.
El 6 de marzo de 2020 fue cedido para toda la temporada al San Antonio F. C. Sin embargo, el préstamo se canceló y en agosto fue traspasado al D. C. United. Fue liberado del club al término de la temporada 2020.

## Estadísticas
Actualizado al último partido disputado el 31 de diciembre de 2018.
| Colorado Rapids Estados Unidos                                                                        | 1.ª           | 2015          | 14 | 0 | 0 | 0 | - | - | - | - | 14 | 0 |
| Colorado Rapids Estados Unidos                                                                        | 1.ª           | 2016          | 31 | 2 | 1 | 0 | - | - | 4 | 0 | 36 | 2 |
| Colorado Rapids Estados Unidos                                                                        | 1.ª           | 2017          | 19 | 1 | 0 | 0 | - | - | - | - | 19 | 1 |
| Colorado Rapids Estados Unidos                                                                        | 1.ª           | 2018          | 17 | 0 | 0 | 0 | - | - | - | - | 17 | 0 |
| Colorado Rapids Estados Unidos                                                                        | 1.ª           | 2019          | 0  | 0 | 0 | 0 | - | - | - | - | 0  | 0 |
| Colorado Rapids Estados Unidos                                                                        | Total club    | Total club    | 81 | 0 | 0 | 0 | 0 | 0 | 4 | 0 | 86 | 0 |
| Total carrera                                                                                         | Total carrera | Total carrera | 81 | 3 | 1 | 0 | 0 | 0 | 4 | 0 | 86 | 3 |
| (1) Incluye datos de la U.S. Open Cup (2016) (2) Incluye datos de los play offs de la Copa MLS (2016) |               |               |    |   |   |   |   |   |   |   |    |   |